# 相澤まどか
相澤まどか（あいざわ まどか、1979年5月9日 - ）は、日本の俳優。演劇倶楽部『座』メンバー。

## 人物
- 埼玉県出身
- 身長：160cm
- 特技：日本舞踊（林流千永派名取：林　千から）

## 略歴
- 演劇倶楽部『座』付属研究所第9期修了

## 出演作品
- 2011年『歌行燈』お三重役
- 2012年『雨月物語』「蛇性の婬」富子役
- 2012年『ゆうれい貸屋』浮気娘の幽霊役・語り
- 2013年『夢十夜』第６夜　語り／第９夜　母役
- 2013年『野菊の墓』民子役
- 2014年『やぶにらみ龍之介ばなし』「白」お嬢さん役
- 2014年『お江戸みやげ』お紺役
- 2015年『ひやめし物語／ちゃん』お蝶役(ちゃん)
- 2016年『おたふく』おたか役
- 2016年『鶴八鶴次郎』鶴八役
- 2017年『殺陣師段平』お杉役
- 2017年『お江戸みやげ』お紺役
- 2018年『おたふく』おたか役